# Jugenheim (Seeheim-Jugenheim)

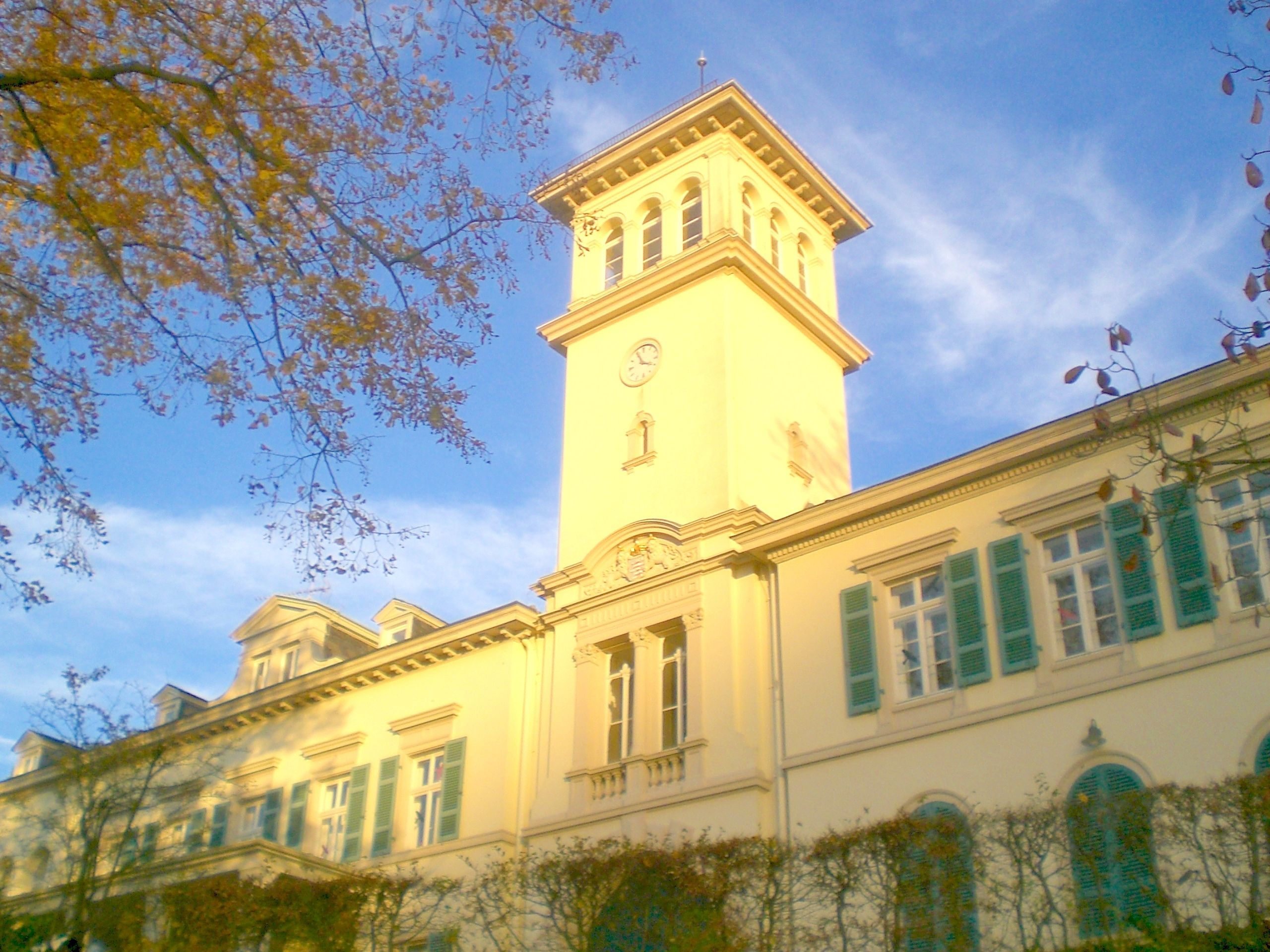
Schloss Heiligenberg

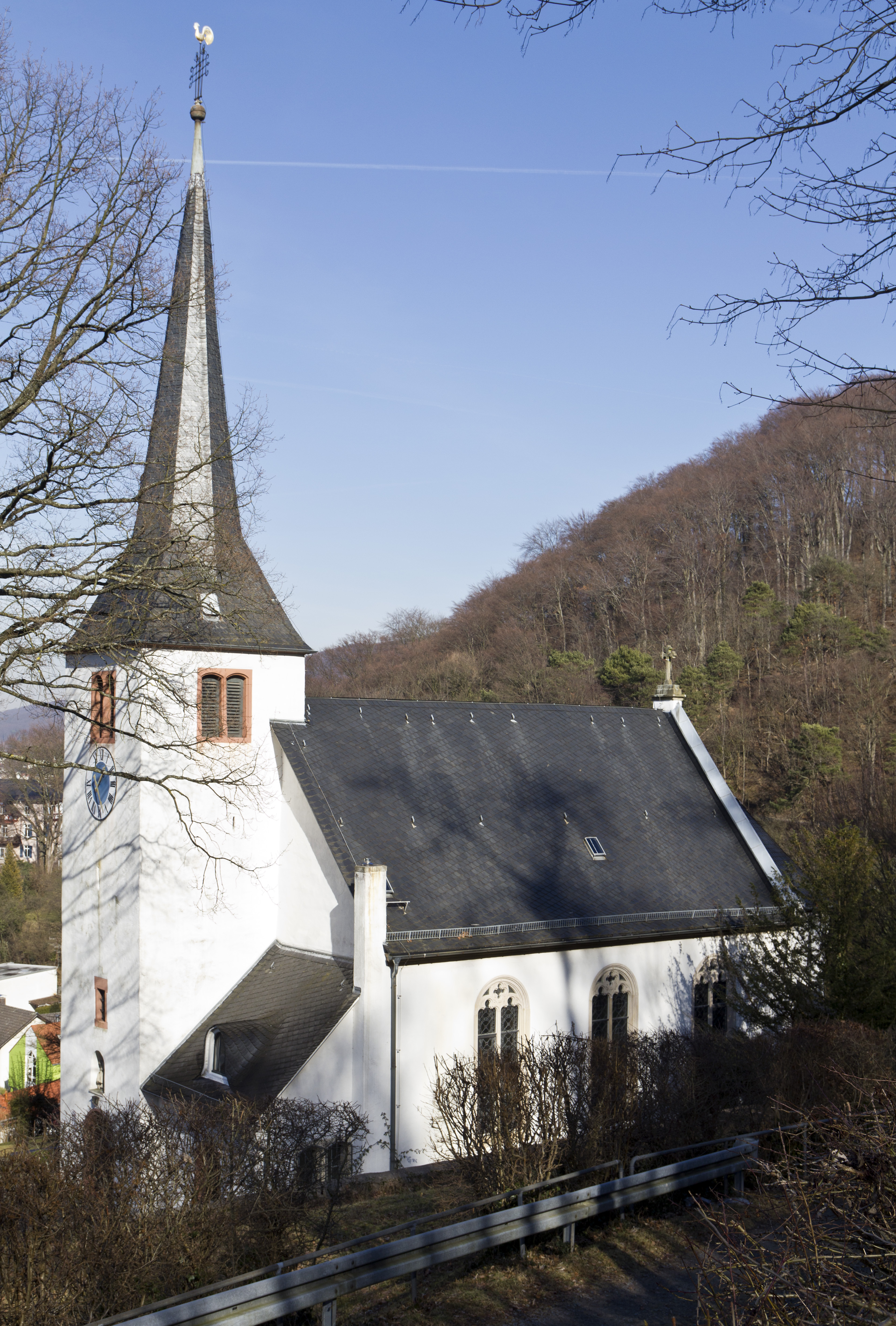
Evangelische Bergkirche in Jugenheim

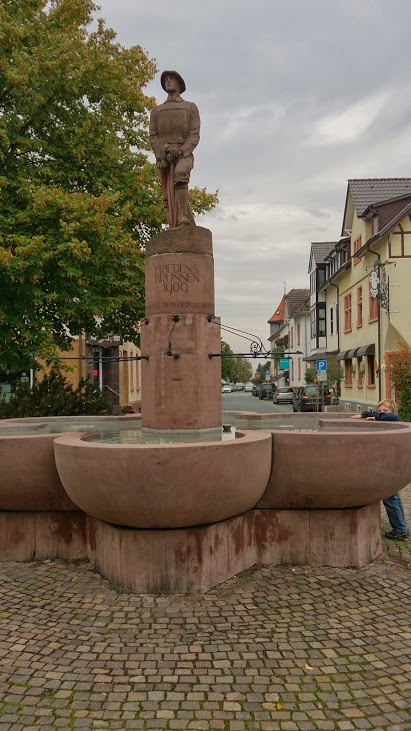
Friedensbrunnen in Jugenheim von Daniel Greiner

Jugenheim (mundartlich: Jurem) ist ein Ortsteil der Gemeinde Seeheim-Jugenheim im südhessischen Landkreis Darmstadt-Dieburg.

## Geographie
Der Ort liegt an der Bergstraße im Naturpark Bergstraße-Odenwald, der Westflanke des Heiligenberges am Rande des Odenwaldes. Der Ortsteil Jugenheim besteht aus der Gemarkung Jugenheim.
Aktuelle und historische Siedlungsplätze innerhalb der Gemarkung
Quelle: Historisches Ortslexikon
- Burg Dagsberg[4]
- Wüstung Hasselbach[5]
- Schloss Heiligenberg[6]
- Franziskanerinnenkloster Heiligenberg[7]

## Geschichte

### Ortsgeschichte
Jugenheim wurde im Jahre 1241 erstmals urkundlich erwähnt. Eine Besiedlung fand aber schon viel früher statt, wie archäologische Funde beweisen. Weitere schriftliche Erwähnungen fand Jugenheim unter den Ortsnamen Guginheim (1310), Gugenheim (1335), Guginheym (1340), Gugenhem (1430), Jugenheim und Gugenheim (1561), sowie Jugenheimb (1621).
Unter anderem fand Jugenheim folgende Erwähnungen:
- 1245, als der Ministeriale Christian von Bickenbach dem Kloster Schönau 3 ½ Morgen Weinberge in Jugenheim und Bickenbach unter Vorbehalt lebenslanger Nutzung schenkte.
- 1312, als die Brüder Gerhard und Giso von Jossa (auch Jazza) das zur Burg Dagsberg gehörige Jugenheim dem Erzbischof Peter von Mainz zu Lehen auftrugen.
- 1335, als die Brüder Gerlach und Reinhard von Jossa die Hälfte des Dorfes mit Einwilligung des Erzstifts Mainz dem Schenken Konrad von Erbach verkauften.
- 1714, als die Grafen zu Erbach ihre Rechte mit Zustimmung des Mainzer Kurfürsten an die Landgrafschaft Hessen-Darmstadt verkauften.

Im Hochmittelalter wurde das angrenzende Kloster auf dem Heiligenberg erbaut. Es wurde 1413 auf Betreiben von Kurmainz dem Kloster Lorsch inkorporiert und 1461 an die Kurpfalz verpfändet, die das Kloster 1564 aufhob und als Teil der  Staatsdomäne Lorsch weiterbewirtschaftet. 1623 ging der Heiligenberg wieder an Kurmainz, um 1803 im Zuge der Säkularisation an Hessen-Darmstadt zu fallen.

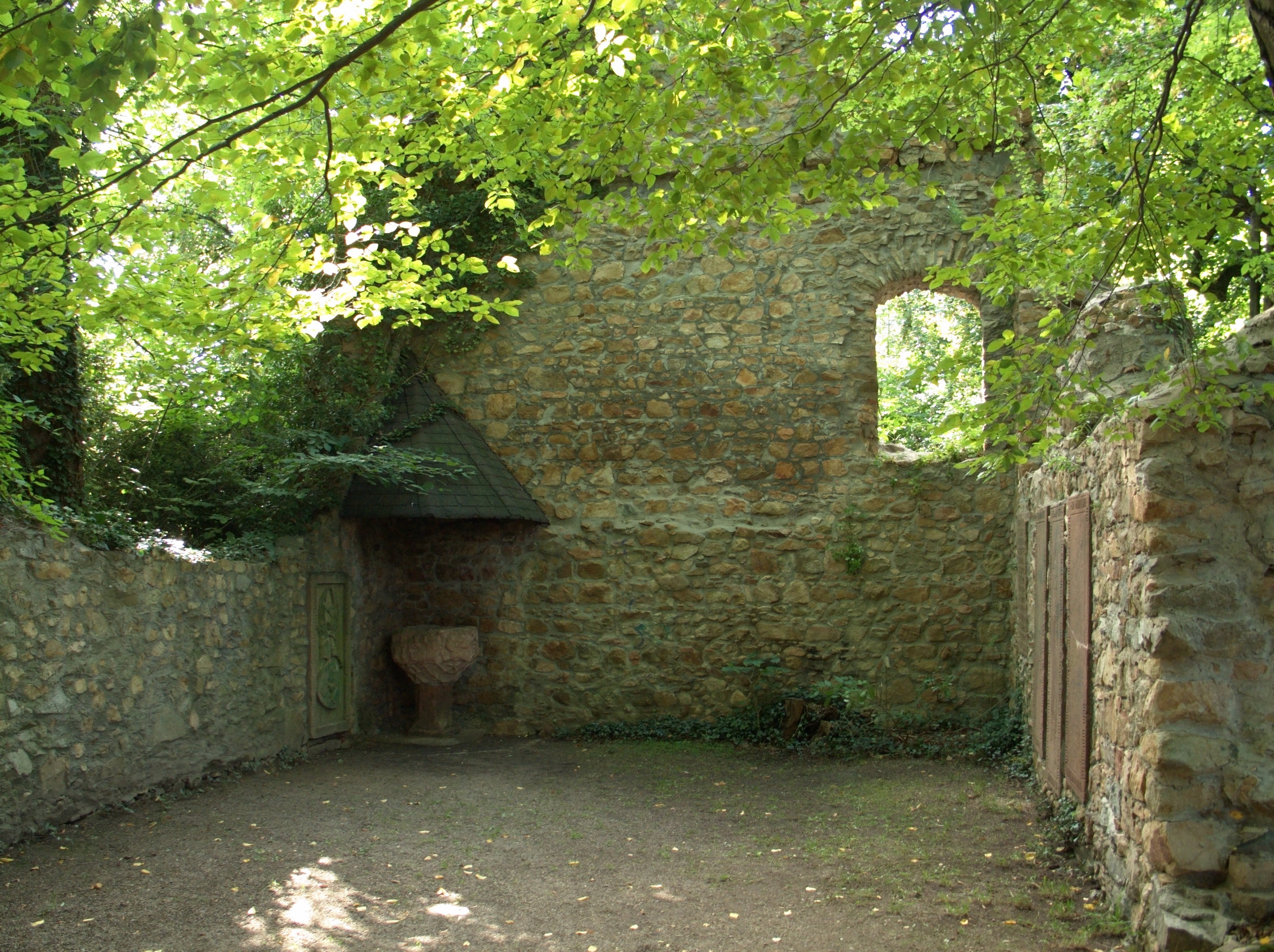
Die Ruine der Klosterkirche heute

Die Bergkirche wurde 1263 das erste Mal urkundlich erwähnt. Ihr heutiges Aussehen erhielt sie bei einem großen Umbau durch Prinz Alexander von Hessen, die großen Chorfenster kamen 1902 dazu.
Östlich des Klosters, am Fuße des Marienberges, errichtete der hessische Finanzminister Hofmann ab 1810 ein Hofgut, das er 1827 an die hessische Erbgroßherzogin Wilhelmine verkaufte. Diese ließ es ab 1830 zu einem Sommersitz ausbauen. Nach ihrem Tod 1836 setzte ihr Sohn Prinz Alexander diese Arbeiten bis in die 1870er Jahre fort. Alexanders Kinder und Enkel sollten in die Herrscherhäuser von England,  Montenegro, Schweden und Spanien einheiraten; sein Sohn Alexander wurde 1879 der erste Fürst und Einiger des modernen Bulgarien. Schloss Heiligenberg wurde zu einem Mittelpunkt europäischer Politik und Stammsitz des Hauses Battenberg-Mountbatten. Im Jahre 1866 ließen die vier überlebenden Kinder der Großherzogin Wilhelmine zu ihrem Gedenken westlich von Klosterruine und Centlinde ein 8 1/2 Meter hohes goldenes Kreuz errichten, das bis heute ein Wahrzeichen Jugenheims ist.

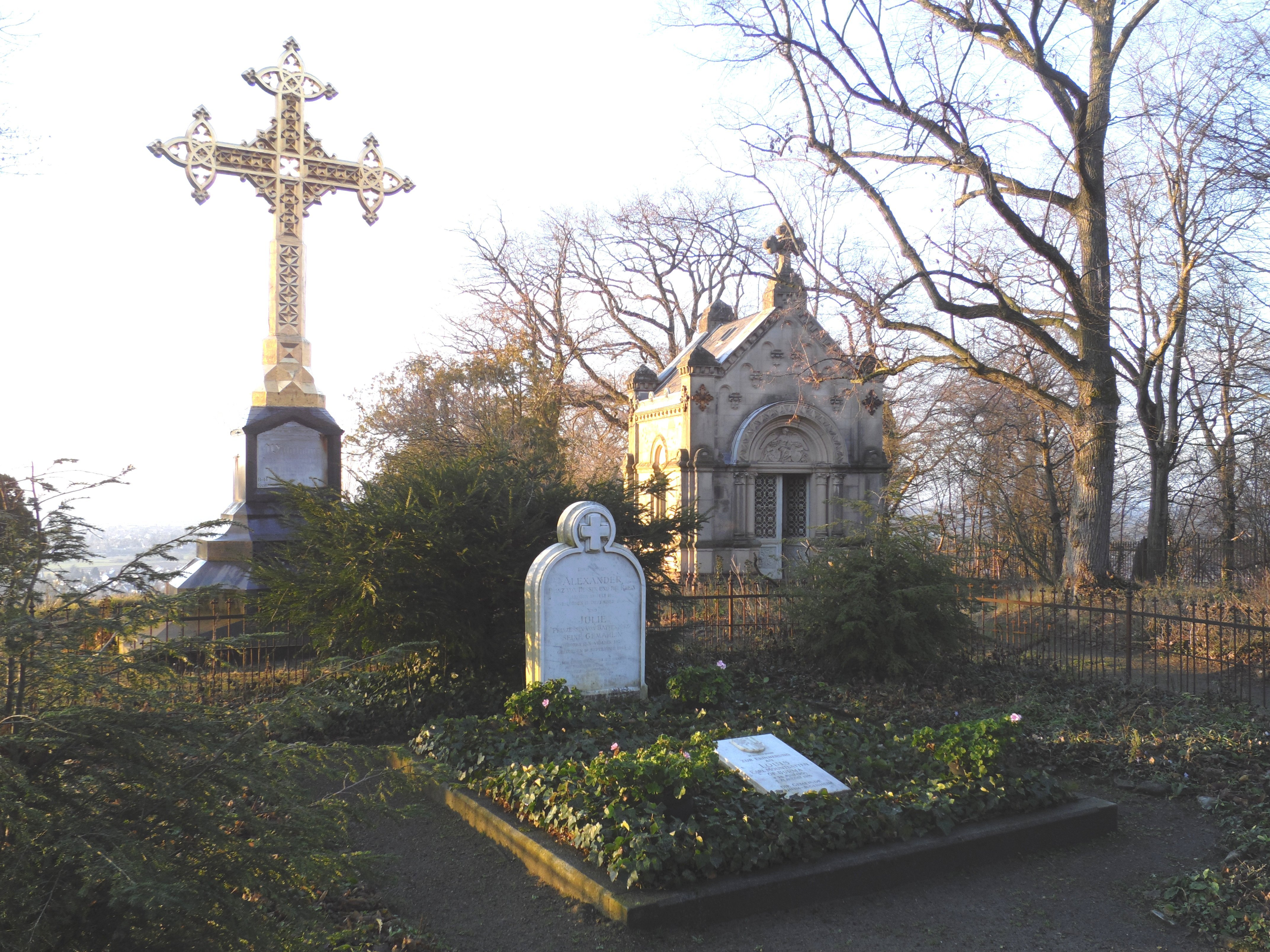
Goldenes Kreuz und 1889–1894 als Mausoleum errichtete Gedächtniskapelle des Hauses Battenberg im Kreuzgarten

Im Jahre 1618 gab es über 30, 1829 immerhin noch 14 Mühlen in Jugenheim.
Im Jahr 1714 war die Grafschaft Erbach, die 500 Jahre über das Odenwaldgebiet herrschte, aus Geldnot gezwungen, das Amt Seeheim-Tannenberg – und damit auch Jugenheim – an die Landgrafschaft Hessen-Darmstadt zu verkaufen. In Hessen bzw. dessen Vorgängerstaaten verblieb es dann bis heute. Der Heiligenberg über Jugenheim hingegen blieb bis 1806 bei Kurmainz.
Die Statistisch-topographisch-historische Beschreibung des Großherzogthums Hessen berichtet 1829 über Jugenheim:

„Jugenheim (L. Bez. Lindenfels) luth. Pfarrdorf; liegt 2 St von Bensheim, und hat 90 Häuser und 583 Einw., die bis auf 1 Reform, 1 Kath und 14 Juden lutherisch sind. Man findet 14 Mahlmühlen, mit denen 6 Oel- und 2 Schneidemühlen verbunden sind, so wie die Ruinen des Schlosses Daxberg und auf dem Kloster- oder Heiligenberg die Reste eines Klosters, bestehend aus einer Giebelwand und anderm Mauerwerk, nebst vier in den Ruinen gefundenen und mit Inschriften versehenen Leichensteinen. Auf einem ist das Bild einer Nonne in Umrissen eingehauen und mit folgender Umschrift versehen „MCCCCLXXX obiit in Dno in die exaltationis stae crucis Elisabetha Pfottin de Kirchbrombach, conthoralis Martini de Oberkeim cujus anima requiescat in pace“. – Dieser Berg, auf dessen Spitze ein freundliches Landhaus stehet. von dem sich eine schöne Aussicht darbietet, ist zu landwirthschaftlicher Benutzung trefflich angelegt, hat über 2000 Stämme der edelsten Obstsorten und einen Weinberg in welchem Rieslinge- und Burgunderreben gezogen werden. – Jugenheim, erst ein Zugehör des Schlosses Tannenberg, wurde nach Erbauung des Schlosses Daxberg zu diesem geschlagen und kam später mit dessen Zugehör an die Schenken von Erbach. Das Kloster soll nach dem am Fuße des Bergs gelegenen, und ihm zugehörigen Dörfchen oder Hof Niederstettbach den Namen Stettbach geführt haben. Zu Folge eines Steins, nun in der Dorfkirche eingemauert und wohl aus der zerstörten Klosterkirche herrührend, hat ein Conrad, Herr von Tannenberg, die Kirche 1263 gegründet. In Lorscher Urkunden kommt dieses Kloster namentlich in den Jahren 1304–1353 vor und wird dort monasterium in monte Felicitatis genannt. Es stand mit dem Kloster Lorsch genau in Verbindung; denn als dieses mit Prämonstratensern besetzt wurde, bekannte sich auch jenes zu diesem Orden. Noch in den Jahren 1478 und 1480 bestand das Kloster. Spätere Nachrichten fehlen, so wie die Geschichte seines Untergangs unbekannt ist. Auf dem Heiligenberg wurde ehemals das Centgericht gehalten, und er führt auch in alten Weisthümern den Namen Landberg. Im Jahr 1622 haben Soldaten den Ort Jugenheim geplündert, und große Verwüstung angerichtet. In der Gemarkung lag früher Clingen, auch Diethersklingen genannt. Jugenheim kam 1714 von den Grafen von Erbach käuflich an Hessen.“

In der ersten Hälfte des 20. Jahrhunderts, von 1897 bis 1955, verkehrte eine dampflokbetriebene Nebenbahn zwischen Bickenbach, Alsbach, Jugenheim und Seeheim. Die Planungen für die Verbindung hatten bereits 1869 begonnen, aber es gab viele Widerstände gegen den Bau. So fürchtete man Lärm, Störung der Feldarbeit und die Abwanderung von Feriengäste. Zur damaligen Zeit war die Bergstraße ein beliebtes Erholungsgebiet für Gäste aus ganz Europa, vor allem aus den Fürstenhäusern. Die Nebenbahn verband die nördliche Bergstraße mit der wichtigen Main-Neckar-Bahn am Bahnhof Bickenbach. Neben den Feriengästen benutzte auch die einheimische Bevölkerung die liebevoll „Ziggelsche“ (= Zügelchen) genannte Nebenbahn. Da einige Züge bis nach Darmstadt fuhren und von Reisenden zum Besuch des Darmstädter Staatstheaters genutzt wurden, erhielten diese den Spitznamen „Theaterzug“.
Hessische Gebietsreform (1970–1977)
Im Zuge der Gebietsreform in Hessen wurden zum 31. Dezember 1971 die bis dahin selbstständige Gemeinde Balkhausen auf freiwilliger Basis in die Gemeinde Jugenheim a. d. Bergstraße eingemeindet. Zum 1. Januar 1977 Gemeinden erfolgte dann kraft Landesgesetz der Zusammenschluss der Gemeinde Jugenheim a. d. Bergstraße und Seeheim zur neuen Gemeinde Seeheim. Am 1. Januar 1978 wurde diese Gemeinde amtlich in Seeheim-Jugenheim umbenannt. Für Jugenheim wurde kein Ortsbezirk nach der Hessischen Gemeindeordnung errichtet.

### Verwaltungsgeschichte im Überblick
Die folgende Liste zeigt die Staaten und Verwaltungseinheiten, denen Jugenheim angehört(e):
- vor 1714: Heiliges Römisches Reich, Grafschaft Erbach Amt Seeheim-Tannenberg
- ab 1714: Heiliges Römisches Reich, Landgrafschaft Hessen-Darmstadt  (durch Kauf), Obergrafschaft Katzenelnbogen, Amt Seeheim-Tannenberg
- ab 1803: Heiliges Römisches Reich, Landgrafschaft Hessen-Darmstadt, Fürstentum Starkenburg, Amt Seeheim-Tannenberg
- ab 1806: Großherzogtum Hessen,[Anm. 2] Fürstentum Starkenburg, Amt Seeheim[15]
- ab 1815: Großherzogtum Hessen[Anm. 3], Provinz Starkenburg, Amt Seeheim
- ab 1821: Großherzogtum Hessen, Provinz Starkenburg, Landratsbezirk Bensheim[Anm. 4]
- ab 1832: Großherzogtum Hessen, Provinz Starkenburg, Kreis Bensheim
- ab 1848: Großherzogtum Hessen, Regierungsbezirk Heppenheim
- ab 1852: Großherzogtum Hessen, Provinz Starkenburg, Kreis Bensheim
- ab 1871: Deutsches Reich, Großherzogtum Hessen, Provinz Starkenburg, Kreis Bensheim
- ab 1918: Deutsches Reich (Weimarer Republik), Volksstaat Hessen, Provinz Starkenburg, Kreis Bensheim
- ab 1938: Deutsches Reich, Volksstaat Hessen, Landkreis Darmstadt[16][Anm. 5]
- ab 1945: Deutsches Reich, Amerikanische Besatzungszone,[Anm. 6] Groß-Hessen, Regierungsbezirk Darmstadt, Landkreis Darmstadt
- ab 1946: Deutsches Reich, Amerikanische Besatzungszone, Land Hessen, Regierungsbezirk Darmstadt, Landkreis Darmstadt
- ab 1949: Bundesrepublik Deutschland, Land Hessen, Regierungsbezirk Darmstadt, Landkreis Darmstadt
- ab 1977: Bundesrepublik Deutschland, Land Hessen, Regierungsbezirk Darmstadt, Landkreis Darmstadt-Dieburg, Gemeinde Seeheim[Anm. 7]
- ab 1978: Bundesrepublik Deutschland, Land Hessen, Regierungsbezirk Darmstadt, Landkreis Darmstadt-Dieburg, Gemeinde Seeheim-Jugenheim[Anm. 8]

### Gerichte
Die zuständige Gerichtsbarkeit der ersten Instanz war:
- eigenes Zentgericht
- ab 1803: Amt Seeheim
- ab 1821: Landgericht Zwingenberg
- ab 1879: Amtsgericht Zwingenberg
- ab 1934: Amtsgericht Bensheim
- ab 1968: Amtsgericht Darmstadt

## Bevölkerung

### Einwohnerstruktur 2011
Nach den Erhebungen des Zensus 2011 lebten am Stichtag dem 9. Mai 2011 in Jugenheim 4320 Einwohner. Darunter waren 351 (8,1 %) Ausländer. Nach dem Lebensalter waren 783 Einwohner unter 18 Jahren, 1590 zwischen 18 und 49, 885 zwischen 50 und 64 und 1059 Einwohner waren älter. Die Einwohner lebten in 1812 Haushalten. Davon waren 549 Singlehaushalte, 519 Paare ohne Kinder und 540 Paare mit Kindern, sowie 153 Alleinerziehende und 48 Wohngemeinschaften. In 411 Haushalten lebten ausschließlich Senioren und in 1161 Haushaltungen lebten keine Senioren.

### Einwohnerentwicklung
| • 1629: | 077 Hausgesesse           |
| • 1806: | 436 Einwohner, 74 Häuser  |
| • 1829: | 583 Einwohner, 90 Häuser  |
| • 1867: | 781 Einwohner, 104 Häuser |

| Jugenheim a. d. Bergstraße: Einwohnerzahlen von 1781 bis 2017 | Jugenheim a. d. Bergstraße: Einwohnerzahlen von 1781 bis 2017 | Jugenheim a. d. Bergstraße: Einwohnerzahlen von 1781 bis 2017 | Jugenheim a. d. Bergstraße: Einwohnerzahlen von 1781 bis 2017 | Jugenheim a. d. Bergstraße: Einwohnerzahlen von 1781 bis 2017 |
| --- | ------------------------------------------------------------- | ------------------------------------------------------------- | ------------------------------------------------------------- | ------------------------------------------------------------- |
| Jahr |                                                               |                                                               |                                                               | Einwohner                                                     |
| 1781 | 1781                                                          |                                                               | 300                                                           | 300                                                           |
| 1800 | 1800                                                          |                                                               | 336                                                           | 336                                                           |
| 1806 | 1806                                                          |                                                               | 436                                                           | 436                                                           |
| 1829 | 1829                                                          |                                                               | 583                                                           | 583                                                           |
| 1834 | 1834                                                          |                                                               | 609                                                           | 609                                                           |
| 1840 | 1840                                                          |                                                               | 656                                                           | 656                                                           |
| 1846 | 1846                                                          |                                                               | 702                                                           | 702                                                           |
| 1852 | 1852                                                          |                                                               | 728                                                           | 728                                                           |
| 1858 | 1858                                                          |                                                               | 800                                                           | 800                                                           |
| 1864 | 1864                                                          |                                                               | 674                                                           | 674                                                           |
| 1871 | 1871                                                          |                                                               | 792                                                           | 792                                                           |
| 1875 | 1875                                                          |                                                               | 900                                                           | 900                                                           |
| 1885 | 1885                                                          |                                                               | 988                                                           | 988                                                           |
| 1895 | 1895                                                          |                                                               | 1.057                                                         | 1.057                                                         |
| 1905 | 1905                                                          |                                                               | 1.197                                                         | 1.197                                                         |
| 1910 | 1910                                                          |                                                               | 1.239                                                         | 1.239                                                         |
| 1925 | 1925                                                          |                                                               | 1.568                                                         | 1.568                                                         |
| 1939 | 1939                                                          |                                                               | 1.550                                                         | 1.550                                                         |
| 1946 | 1946                                                          |                                                               | 3.163                                                         | 3.163                                                         |
| 1950 | 1950                                                          |                                                               | 3.215                                                         | 3.215                                                         |
| 1956 | 1956                                                          |                                                               | 3.031                                                         | 3.031                                                         |
| 1961 | 1961                                                          |                                                               | 3.592                                                         | 3.592                                                         |
| 1967 | 1967                                                          |                                                               | 4.122                                                         | 4.122                                                         |
| 1970 | 1970                                                          |                                                               | 3.524                                                         | 3.524                                                         |
| 1980 | 1980                                                          |                                                               | ?                                                             | ?                                                             |
| 1990 | 1990                                                          |                                                               | ?                                                             | ?                                                             |
| 2000 | 2000                                                          |                                                               | ?                                                             | ?                                                             |
| 2011 | 2011                                                          |                                                               | 4.320                                                         | 4.320                                                         |
| 2017 | 2017                                                          |                                                               | 4.530                                                         | 4.530                                                         |
| Datenquelle: Historisches Gemeindeverzeichnis für Hessen: Die Bevölkerung der Gemeinden 1834 bis 1967. Wiesbaden: Hessisches Statistisches Landesamt, 1968. Weitere Quellen: ; Zensus 2011; 2017 |                                                               |                                                               |                                                               |                                                               |

### Historische Religionszugehörigkeit
| • 1829: | 567 lutheranische (= 97,26 %), ein reformierter (= 0,17 %), 14 jüdische (= 2,40 %) und ein katholischer (= 0,17 %) Einwohner |
| • 1961: | 2565 evangelische (= 71,41 %), 873 katholische (= 24,30 %) Einwohner                                                         |

## Politik

### Wappen
| | Blasonierung: „In Silber ein rotes Hufeisen.“ |
| Wappenbegründung: Das mit 1719 datierte Siegel des Ortsgerichts enthielt im geteilten und oben gespaltenen Schild eine altertümliche Pflugschar und ein Rebmesser, unten ein Hufeisen. Es handelt sich dabei um Sinnbilder aus der bäuerlichen Vorstellungswelt, die auf die Erwerbszweige hindeuten. In dem so häufigen Hufeisen (siehe Biebesheim, Pfungstadt) als Dorfzeichen ist das alte Gemerke zu vermuten. Hupp hat das Wappen aus dem Gerichtssiegel in seinen älteren Auflagen auf Jugenheim im Landkreis Bingen bezogen und willkürlich tingiert als „blaue Pflugschar in Silber, silbernes Rebmesser in Blau und schwarzes Hufeisen in Gold“. Das Wappen wurde von dem Darmstädter Heraldiker Georg Massoth gestaltet und 1929 durch das Ministerium des Innern des Volksstaates Hessen verliehen. |                                               |

## Kultur und Sehenswürdigkeiten

### Bauwerke
- Schloss Heiligenberg, östlich von Jugenheim, ist der Stammsitz des Hauses Battenberg-Mountbatten mit seinen weitreichenden verwandtschaftlichen Beziehungen zu europäischen Königshäusern bis hin zum heutigen englischen Königshaus
- die Klosterruine Heiligenberg auf dem namengebenden Heiligenberg
- die evangelische Kirche Jugenheim
- die katholische Kirche Jugenheim

### Schutzgebiete
Die Waldflächen in der Gemarkung von Jugenheim sind zum großen Teil als Natura-2000-Gebiet „Kniebrecht, Melibocus und Orbishöhe bei Seeheim-Jugenheim, Alsbach und Zwingenberg“ geschützt (FFH-Gebiet 6217-305).

### Regelmäßige Veranstaltungen
- letztes Augustwochenende: Kerb[22]
- Dezember: Weihnachtsmarkt[23]

## Wirtschaft und Infrastruktur

### Öffentliche Einrichtungen
- Im Ort befindet sich das Kreiskrankenhaus.

### Verkehr
Bis 1961 verfügte Jugenheim über einen Bahnhof an der einstigen Nebenbahnstrecke Bickenbach–Seeheim. Im Ort treffen sich die Landesstraßen 3100 und 3103. Jugenheim wird von den Straßenbahnlinien 6 und 8 sowie von der Buslinie BE3 angefahren. Nachtsüber fährt die Linie 8N.

### Wasserbau
- Das Hochwasserrückhaltebecken Jugenheim im Balkhäuser Tal wurde ab Februar 2016 teilentschlammt, die Talsperre repariert und modifiziert.[24]

## Persönlichkeiten

### In Jugenheim geboren
- Ludwig Walther (1804–1881), Richter und Abgeordneter in Hessen
- Jean Christoph Harth (1882–1956), Politiker, Abgeordneter in Hessen
- Hans-Joachim Heist (* 1949), Schauspieler
- Gerald Bernhard (* 1956), Romanist
- Matthias Kollatz (* 1957), Finanzsenator in Berlin
- Anita Schneider (* 1961), Landrätin in Gießen
- Hortense Slevogt (* 1965), Medizinerin
- Gabriele Britz (* 1968), Richterin des Bundesverfassungsgerichts
- René Fahr (* 1972), Ökonom und Hochschullehrer
- Tom Wax, bürgerlich Thomas Wedel (* 1972), DJ, Produzent und Remixer
- Christian Karagiannidis (* 1973), Facharzt für Innere Medizin, Pneumologie und Intensivmedizin
- Andreas Müller (* 1973), Astrophysiker, Wissenschaftsjournalist und Sachbuchautor
- Daniel Neumann (* 1973), Rechtsanwalt und Direktor des Landesverbandes Jüdischer Gemeinden in Hessen
- Christian Alvart (* 1974), Regisseur, Drehbuchautor, Kameramann und Filmproduzent
- Thorsten Torsun Burkhardt (1974–2023)[25], Sänger der Electropunk-Band Egotronic
- Mark Taubert (* 1975), Medizinprofessor
- Christina Hopfe (* 1976), Bauingenieurin und Professorin

### Persönlichkeiten mit Bezug zu Jugenheim
- Hermann Theobald (1821–1908), Oberförster sowie Landtagsabgeordneter und Ehrenbürger von Jugenheim
- Henny Koch (1854–1925), Übersetzerin und Schriftstellerin, gestorben in Jugenheim
- Daniel Greiner (1872–1943), Landtagsabgeordneter und Künstler, hatte langjährig sein Atelier in Jugenheim
- Roland Anheisser (1877–1949), Künstler, Maler, Schriftsteller, gestorben in Jugenheim